# Phrynops geoffroanus
Phrynops geoffroanus, comumente conhecido como cágado-de-barbicha, é uma espécie de tartaruga de pescoço lateral grande da família Chelidae. A espécie é endêmica da América do Sul.

## Origem etimológica
A espécie Phrynops geoffroanus é popularmente conhecida como cágado-de-barbicha devido a uma característica singular do animal, que é a presença de barbelas abaixo da região bucal. O animal também pode ser denominado popularmente como cágado-do-pescoço-de-cobra em razão dessa estrutura ser alongada; há também outros nomes como cangapara, lalá e cágado-do-rio.
O nome do gênero, Phrynops, faz referência aos termos gregos “phryne”, que significa sapo, e “ops”, que significa aparência. O epíteto específico, geoffroanus, foi cunhado em homenagem ao naturalista e zoólogo francês Étienne Geoffroy Saint-Hilaire .
Na Língua Inglesa, o cágado é nomeado como Geoffroy’s Side-necked Turtle ou Geoffroy’s Toadhead Turtle, ou seja, Tartaruga-de-pescoço-lateral de Geoffroy e Tartaruga-de-cabeça-de-sapo de Geoffroy, respectivamente.

## Alcance geográfico
Phrynops geoffroanus está presente em áreas desde a Amazônia colombiana até o Rio Grande do Sul, Uruguai e norte da Argentina. Essa espécie habita principalmente lagos e rios, apresentando hábitos diurnos. 
Mais especificamente no sudoeste da Venezuela, sudeste da Colômbia, leste do Equador e leste do Peru, sul e leste através do sudoeste do Brasil e norte da Bolívia para o Paraguai e nordeste da Argentina, depois para o norte através do leste do Brasil. Também ocorre no leste da Venezuela e na Guiana adjacente.

## Morfologia
Essa é uma espécie de pequeno porte, que apresenta carapaça achatada no plano dorso-ventral, sendo relativamente plana e larga, com quilha na região mediana e, majoritariamente, de cor que varia entre marrom escuro e preto, mas podendo também possuir tons de verde. O plastrão normalmente é plano, com cor vermelha rosada e manchas irregulares. Por outro lado, os juvenis possuem um padrão com manchas pretas e alaranjadas, que vão suavizando conforme o indivíduo se torna adulto.
P. geoffroanus é um dos cágados conhecidos como “Cabeças-de-sapo” por conta de sua maxila ser longa e larga, apresentando um rostro (focinho) arredondado. Seu crânio é amplo e achatado. O seu corpo é de coloração bem escura, mas a face ventral da cabeça e do pescoço apresentam um padrão “listrado”, com linhas pretas e brancas que alternam entre si.

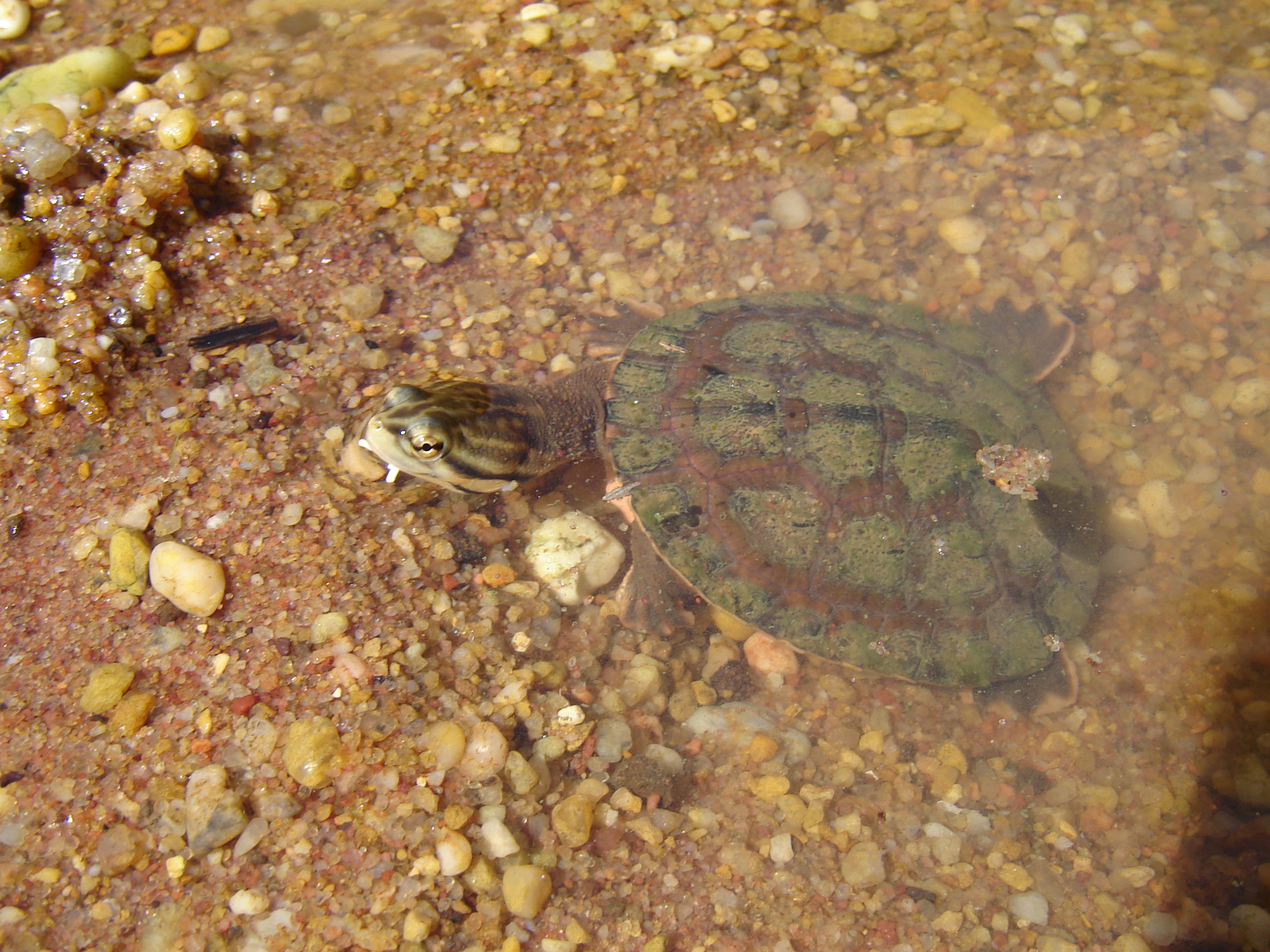
Phrynops geoffroanus, com destaque para as barbelas (foto de autoria de Luís Felipe de Toledo Ramos Pereira)

Uma das características que define essa espécie está relacionada à presença de duas barbelas brancas abaixo da região oral, que auxiliam na percepção de presas visto que esses animais tendem a viver em ambientes aquáticos lamadiços e com pouca visibilidade. Outra morfologia específica dessa espécie de cágado é a movimentação do pescoço: diferente de muitos quelônios, Phrynops geoffroanus retrai,“esconde”, a cabeça na carapaça movendo o longo pescoço lateralmente, o que classifica o animal na Subordem Pleurodira.
Os membros anteriores e posteriores possuem garras terminais e membranas interdigitais, possibilitando ao animal uma locomoção mais eficiente no meio aquático através do nado.

## Dimorfismo entre macho e fêmea
A maior diferença entre machos e fêmeas é devido ao tamanho corporal. Os machos são relativamente menores, com a carapaça medindo cerca de 20 centímetros de comprimento; enquanto que as fêmeas podem ultrapassar os 30 centímetros. Além disso, os machos apresentam um plastrão ligeiramente côncavo, mais colorido e cauda longa; já as fêmeas possuem um plastrão plano e cauda curta.
Essa diferença no porte corporal (e até no peso) entre machos e fêmeas é reflexo de algo comum em quelônios: uma relação entre maior tamanho e aumento do sucesso reprodutivo em fêmeas. Isso se deve à capacidade de fêmeas maiores produzirem mais ovos, com maior tamanho e realizarem mais de uma oviposição por época reprodutiva. Além disso, elas apresentam uma carapaça levemente mais alta e convexa, o que proporciona maior volume corporal interno, importante para a acomodação de ovos, durante a temporada reprodutiva.
Já os machos possuem uma carapaça menos convexa e com menor porte, características que proporcionam menor resistência durante a locomoção na água, estando associadas, portanto, a uma maior agilidade, o que favorece a busca por fêmeas e aumenta a probabilidade de acasalamento. Desse modo percebe-se um menor investimento energético no crescimento, permitindo a alocação dessa energia para o aumento das chances de sucesso reprodutivo. E quanto ao plastrão, eles possuem essa estrutura mais côncava quando comparados com as fêmeas, tal propriedade possibilita um melhor encaixe sobre as fêmeas na cópula.
Entretanto, a diferenciação do tamanho corporal pode apresentar variação geográfica, de acordo com as diferentes condições ambientais de cada localidade, como clima, quantidade e disponibilidade de recursos.
Em quelônios, a determinação se o indivíduo é macho ou fêmea pode ser dependente de fatores ambientais ou cromossômicos. No caso de P. geoffroanus essa determinação é cromossômica.

## Dieta e hábito alimentar
Na estação da seca, o hábito alimentar de Phrynops geoffroanus é maioritariamente carnívoro, se alimentando de peixes, moluscos, artrópodes, pequenas aves e anfíbios. Entretanto, em outros períodos do ano, podem também consumir plantas aquáticas e alguns frutos. Essa espécie, portanto, é um onívoro oportunista, ou seja, aproveita a disponibilidade de alimento de cada período do ano e ambiente.
Quanto ao comportamento alimentar, os sentidos de visão e olfato (bem desenvolvidos nos quelônios) são os principais envolvidos na procura, localização e reconhecimento do alimento. Em geral, o forrageio é realizado com movimentos lentos e pescoço esticado, mantendo a cabeça próxima ao substrato. A localização do alimento é feita visualmente; depois dessa etapa, há uma aproximação que pode ser lenta, se o alimento estiver imóvel (havendo um reconhecimento olfativo antes de capturá-lo), ou através de perseguição, se o alimento for uma presa ágil. Quando o animal está suficientemente próximo do alimento, ele realiza uma captura por sucção, na qual projeta a cabeça em um movimento rápido.
Porém, se o alimento tiver um tamanho maior do que a cabeça do animal, é feita uma dilaceração utilizando as patas dianteiras, sendo que, inicialmente, a pata usada é aquela posicionada do mesmo lado que a cabeça do cágado é retraída. Então, ele faz repetidos movimentos retraindo a cabeça e ao mesmo tempo afastando a pata, puxando o alimento com as garras. Por fim, a ingestão é por sucção gradual, ou seja, abrindo a boca várias vezes para succionar progressivamente o alimento. E, a cada momento que o animal fecha a boca, ele expulsa a água succionada e restos de alimento.
Quando a alimentação se dá com vários indivíduos próximos, ocorre competição, ou seja, disputas pelo alimento (inclusive com outras espécies), que só acabam após sua ingestão e nem sempre o maior animal é o que vence. Assim que um deles consegue o alimento, afasta-se dos demais, para evitar perdê-lo; então o processamento e ingestão são realizados quando o cágado encontra um local mais tranquilo, ou mesmo durante esse afastamento, sendo muitas vezes perseguido pelos outros.

## Reprodução

### Comportamento de acasalamento
O período de acasalamento ocorre de outubro a abril. Entretanto, o período reprodutivo pode apresentar variações relacionadas às condições ambientais, como características do habitat e condições climáticas locais. As fases do acasalamento são: procura pela fêmea, perseguição à fêmea, pré-cópula e cópula, mas a segunda não é obrigatória. Em muitas espécies de quelônios, também há um momento em que o macho se aproxima da fêmea e examina sua região cloacal; de acordo com estudos, a finalidade deste comportamento é a determinação da espécie, distinção entre machos e fêmeas e a identificação do nível de receptividade à cópula.
Se o indivíduo for outro macho, tem-se uma interação agressiva: o agressor persegue o outro macho, tentando mordê-lo; enquanto que o agredido foge em rotas semicirculares, posicionando sua carapaça na direção do agressor, como um escudo. Essas interações geralmente duram pouco tempo.

### Comportamento de postura dos ovos
O comportamento de postura de ovos de Phrynops geoffroanus ocorre, geralmente, entre março a novembro e pode ser dividido em cinco etapas, sendo elas: saída da fêmea do ambiente aquático (deambulação), abertura da cova para alojar os ovos, postura dos ovos, fechamento da cova e abandono do ninho.
A primeira fase da desova compreende a escolha de um local para a nidificação. A fêmea sai da água, principalmente durante o período da tarde, e caminha pela região analisando-a visual e olfativamente; sendo que essa locomoção não é realizada de modo contínuo, mas, sim, apresentando algumas pausas. Na etapa seguinte, a fêmea abre uma cova para depositar os seus ovos, tendo como “preferência” áreas com vegetação baixa ou inexistente e solo argiloso ou arenoso.
A preparação do lugar onde será o ninho é feita através da raspagem do solo por cerca de 10 minutos pelos membros posteriores da fêmea, o que cria uma abertura rasa. Continuando a escavação por mais 20 a 60 minutos, a fêmea raspa as paredes e o fundo da cavidade, deixando o substrato retirado posicionado na margem da cova. Nessa etapa, a fêmea pode secretar um líquido incolor na cavidade que está sendo aberta.
Alguns indivíduos podem abandonar o processo de nidificação durante essa fase por conta da presença de pedras e raízes ou pela compactação do substrato no local em que está sendo criada a cova. Sustos provocados por ruído ou por movimentação podem levar a fêmea a se retirar do local.
Na terceira fase, que é a de postura, a fêmea expele pela cloaca os ovos esféricos, de coloração branca e de casca lisa, recobertos por uma substância viscosa e incolor, ao mesmo tempo em que eles são posicionados minuciosamente na cova pelos membros posteriores. Essa etapa dura de 15 a 35 minutos.
Depois que os ovos estão postos, a fêmea reposiciona na cova o substrato retirado durante sua abertura e o compacta, de forma que os ovos fiquem seguros e que o ninho esteja camuflado no ambiente; esse momento dura entre 12 e 25 minutos. O tipo de substrato influencia no tempo gasto para realizar a abertura e fechamento do ninho, além de suas medidas e formato. A última fase compreende o abandono do ninho: após a postura dos ovos e o fechamento da cova, a fêmea retorna para água. Comumente, uma fêmea de Phrynops geoffroanus desova entre 7 a 26 ovos a cada postura.
O período de incubação dos ovos varia entre três a seis meses, sendo que a eclosão corresponde com o início do período das chuvas.
A predação ocorre por parte da fauna silvestre, mais especificamente, por pequenos mamíferos, répteis (principalmente lagartos da família Teiidae), aves (especialmente da família Falconidae). A taxa de predação dos ninhos pode ultrapassar 80% das desovas; sendo influenciada pela abundância de predadores, profundidade da câmara de ovos, local e densidade de ninhos.

## Impactos ambientais
Observa-se grandes impactos antrópicos nas proximidades de áreas de nidificação, principalmente por pisoteamento e realização de queimadas. Os indivíduos adultos sofrem com capturas em anzóis, que causam mutilações e traumatismos esqueléticos.

## Taxonomia e filogenia
Até o presente momento, sabe-se que o gênero Phrynops é monofilético e inclui quatro espécies válidas (P. geoffroanus, P. hilarii, P. tuberosus, P. williamsi); porém ainda possui uma filogenia mal definida.